# Catena Littrow
La Catena Littrow è una struttura geologica della superficie della Luna.